# Vovciîi, Svaleava
Vovciîi (în ucraineană Вовчий) este un sat în comuna Nelipîno din raionul Svaleava, regiunea Transcarpatia, Ucraina.

## Demografie
Componența lingvistică a localității Vovciîi
     Ucraineană (93,1%)
     Rusă (3,45%)
Conform recensământului din 2001, majoritatea populației localității Vovciîi era vorbitoare de ucraineană (93,1%), existând în minoritate și vorbitori de rusă (3,45%).